# Roche Koutou
Roche Koutou är ett berg i Franska Guyana (Frankrike). Det ligger i den sydvästra delen av landet, 290 km sydväst om huvudstaden Cayenne. Toppen på Roche Koutou är 215 meter över havet.
Terrängen runt Roche Koutou är huvudsakligen platt.  Trakten runt Roche Koutou är nära nog obefolkad, med mindre än två invånare per kvadratkilometer. Det finns inga samhällen i närheten. I omgivningarna runt Roche Koutou växer i huvudsak städsegrön lövskog.